# San Pablo (Schiff, 1915)
Die San Pablo war ein US-amerikanischer Bananenfrachter (englisch banana boat, fruiter) der United Fruit Company (UFCO), der im Zweiten Weltkrieg 1942 in Costa Rica durch das deutsche U-Boot U 161 am Kai liegend versenkt und nach seiner Hebung 1944 als Zielschiff in einer gemeinsamen Operation des O.S.S. und der USAAF vor Florida erneut versenkt wurde. Das Wrack, populär als „russischer Frachter“ bezeichnet, ist heute ein beliebtes Tauchobjekt und wurde 2013 und 2016 unterwasserarchäologisch untersucht.

## Technik
Die San Pablo war 315,2 Fuß lang, 44,2 Fuß breit, und hatte einen Tiefgang von 28,8 Fuß.

## Geschichte

### Einsatz 1915 bis 1942
Die San Pablo fuhr unter britischer Flagge, war jedoch Eigentum der United Fruit Company (UFCO) in Boston. Sie wurde nachweislich von 1915 bis 1926 zwischen New York City und Boston sowie den karibischen Häfen Puerto Limón (Costa Rica), Havanna (Kuba), Santa Marta (Kolumbien), Puerto Barrios (Guatemala), Kingston (Jamaika), Port Antonio (Jamaika) und Bocas del Toro (Panama) eingesetzt. Aus dieser Zeit ist ein Seeunfall am 14. Dezember 1920 bekannt, als sie beim Verlassen von Havanna auf einen Felsen stieß. Einzelheiten sind nicht überliefert, aber offenbar wurde sie nur leicht beschädigt.
Spätestens 1932 wurde die San Pablo von der Balboa Shipping Company betrieben und fuhr seitdem unter der Flagge Panamas. Hintergrund für den Flaggenwechsel war möglicherweise die Weltwirtschaftskrise. Der Frachter war aber weiterhin im Fruchttransport der UFCO tätig und operierte offenbar ab 1939 von New Orleans aus.

### Versenkung durchU 1611942

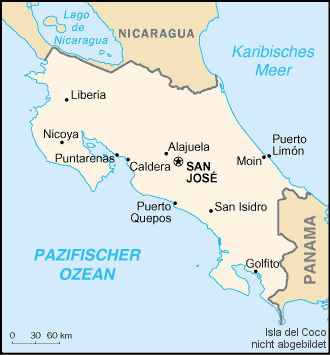
Karte von Costa Rica

Im Juni/Juli 1942 befand sich die San Pablo auf einem Transport von New Orleans nach Puerto Limón/Costa Rica. Die costa-ricanische Regierung unter Dr. Rafael Ángel Calderón Guardia hatte am 11. Dezember 1941 dem Deutschen Reich und Italien nach dem japanischen Angriff auf Pearl Harbor am 7. Dezember den Krieg erklärt. Das Land war aber bis zum Juli 1942 nicht direkt von Kriegshandlungen betroffen, daher waren auch keine Verdunkelungsmaßnahmen getroffen worden. Allerdings hatte es bereits im Laufe des Jahres 1941 innenpolitische Spannungen gegeben, da im Pazifikhafen von Puntarenas liegende deutsche und italienische Handelsschiffe im Kontext einer fünften Kolonne der Achsenmächte betrachtet wurden.
Als die San Pablo am Donnerstag, dem 2. Juli 1942, gg. 20.00h an der Pier von Puerto Limón lag, wurde sie von dem vor dem Hafen liegenden deutschen U-Boot U 161 mit zwei Torpedos angegriffen. Da sich der Dampfer im Ladevorgang befand, waren die Schotten geöffnet, so dass die San Pablo schnell Wasser nahm und in kurzer Zeit auf den Grund des Hafenbeckens sank. Bei dem Angriff kamen 24 Personen ums Leben, bis auf einen US-amerikanischen Seemann waren die Opfer sämtlich costa-ricanische Hafenarbeiter meist jamaikanischer Herkunft.
Die Nachricht von dem Angriff erregte internationales Aufsehen, da sich Puerto Limón in relativer Nähe zum Hafen von Colón am Osteingang des strategisch wichtigen Panamakanals befindet. In der costa-ricanischen Hauptstadt San José fand am 4. Juli 1942 eine von der Regierung ausgerufene Protestkundgebung statt, auf der auch Präsident Calderón Guardia auftrat und zusicherte, das Land von der fünften Kolonne zu säubern. Die Kundgebung artete in Gewalttätigkeiten aus, in deren Verlauf 123 Gebäude deutscher, italienischer und spanischer Einwohner attackiert und teilweise geplündert wurden, bei Straßenkämpfen wurden 76 Personen verletzt. Daraufhin kündigte die Regierung an, keine neuen Demonstrationen gleich welcher politischer Ausrichtung zu dulden.

### Projekt „Javaman“ und endgültige Versenkung 1944
Im Januar 1943 wurde die „San Pablo“ gehoben, notdürftig repariert und am 6. März von dem Schlepper Crusader nach Tampa/Florida geschleppt, wo der Schleppzug am 28. März eintraf. Am 10. September 1943 wurde das Schiff allerdings zum Totalverlust erklärt und offenbar ab diesem Zeitpunkt für das Projekt „Javaman“ präpariert, das gemeinsam vom O.S.S. und der USAAF betrieben wurde; die United States Navy war daran nicht beteiligt.
Im Projekt „Javaman“ sollte erprobt werden, wie sprengstoffbeladene kleine Motorboote durch Fernsteuerung aus Flugzeugen gegen Seeziele eingesetzt werden könnten. Dazu wurden insgesamt drei Motorboote bei drei Versuchen erprobt. Am 11. August 1944 wurde die San Pablo als Zielschiff eingesetzt. Ein mit rund 2,5 t Sprengstoff beladenes Motorboot wurde vor Pensacola durch eine Boeing B-17 ferngesteuert auf das Schiff gelenkt und zur Explosion gebracht, woraufhin die San Pablo sofort sank.

### Untersuchung des Wracks 2013 und 2016
Das Wrack der San Pablo war unter Sporttauchern Floridas bereits vor 2013 als „russischer Frachter“ bekannt geworden und ein beliebtes Tauchobjekt. Es liegt in 85 Fuß Tiefe vor Santa Rosa Island (Florida)/Pensacola. 2013 und 2016 wurde das Wrack von Unterwasserarchäologen der UWF archeological field school abgetaucht und wissenschaftlich untersucht. Das Wrack selbst ist völlig zerfallen, relativ gut erhalten sind der Schornstein und der Boiler der Dampfmaschine.

## Schwesterschiffe
- San Mateo (im Zweiten Weltkrieg als USS Delphinus (AF-24) eingesetzt, 1946 abgewrackt).
- San Rito (im Ersten Weltkrieg am 15. Februar 1918 durch ein vermutlich deutsches U-Boot versenkt).